# Holmegaard Glasværks Boldklub
Holmegaard Glasværks Boldklub (HGB, Holmegaard GB) er en dansk fodboldklub beliggende i byen Fensmark, nordøst for Næstved. Klubben blev stiftet den 6. april 1904.
Klubbens historie har tæt tilknytning til Holmegaard Glasværk, idet medlemmerne blev hentet blandt de ansatte på værket. I 1910 fjernede bestyrelsen denne begrænsning og åbnede klubben for alle.
Klubbens spillede i mange år på Fensmark Gl. Stadion, som havde en mindre siddetribune på den ene langside. Klubbens tidligere klubhus fra 1959 lå også på stadion. Frivillige stillede dengang materialer til rådighed og klubhuset var i brug frem tiI 2018, hvor klubben flyttede alle aktiviteter til Holmegaard Hallen, hvor faciliteterne er bedre og muliggør at udvikle klubben, samt starte et nyt kapitel i HGB's lange historie.
Klubbens højeste placering er Sjællandsserien, senest i 1999/2000. I årene efter fulgte en lang nedtur hele vejen til serie 4, men klubben rejste sig igen og fik spillet sig op gennem rækkerne med mange lokale spillere på holdet. De seneste 10 år har HGB ikke været placeret dårligere end Serie 3, og har i samme periode flere gange opnået oprykning til Serie 1. HGB har i mange år haft en tæt rivalisering med naboklubben Toksværd.
DBU Sjælland kårede i 2013 Holmegaard Glasværks Boldklub, som årets fodboldklub. En flot anerkendelse af det fantastiske arbejde mange frivillige ildsjæle ligger i klubben, og som løfter den med nye projekter. HGB har siden 2011 drevet DBU Fodboldskole, som er vokset støt gennem årene, og kun er mulig at afholde grundet frivilliges arbejde og engagement.
I 2019 fik klubben anlagt en ny kunstbane, ved Holmegaard Hallen, efter flere års målrettet og ihærdigt arbejde. Det nye anlæg cementerer HGB's udvikling og position i lokalområdet, som en medlemsstærk klub, kun overgået af Næstved IF og Herlufsholm GF.
1. holdet ligger i 2022/23 sæsonen i Serie 2 og trænes af Casper Guldbrandt. Her er der mange unge spillere kombineret med nogle bærende rutinerede spillere. 2. holdet spiller i Serie 4. Klubben har derudover dame senior, et old-boys herre hold og en ungdomsafdeling fra U6 til U16.

## Æresmedlemmer i HGB
- Gunner Jensen
- Svend "Jern" Jensen
- Carsten "Caller" Hansen
- Mogens Engelbrechtsen
- Flemming Steffensen
- Bent Andersen
- Tom Christensen
- Flemming Hansen
- Jan Hansen

## Udvalgte tidligere divisions spillere med fortid i HGB
- Carsten V. Jensen startede sin fodboldkarriere i HGB.. Spillede senere i Næstved Boldklub, Brøndby og FC. København. I dag sportsdirektør i Brøndby.
- Lasse Marland repræsenterede Næstved Boldklub i både 1. og 2. Division, og har scoret mål i begge divisioner. Fik debut i under Erik Rasmussen.
- Kenneth "Tresser" Jensen, Næstved Boldklub i både 1. og 2. Division.